# Phlogicylindrium eucalyptorum
Phlogicylindrium eucalyptorum är en svampart som beskrevs av Crous 2007. Phlogicylindrium eucalyptorum ingår i släktet Phlogicylindrium och familjen Amphisphaeriaceae.   Inga underarter finns listade i Catalogue of Life.